# ليونيد زابوتنسكي
ليونيد زابوتنسكي (بالروسية: Жаботинский, Леонид Иванович)‏ (و. 1938 – 2016 م) هو رباع من روسيا، الاتحاد السوفيتي . ولد في خاركيف أوبلاست .
وهو عضو في الحزب الشيوعي السوفيتي (منذ 1964). ويحمل رتبة عسكرية عقيد .
توفي في زابوروجييه .

## جوائز
حصل على جوائز منها:
- Order of Friendship (28 يناير 2009)[12]
- Order of Merit (Ukraine) (28 يناير 2008)[13]
- Order of Merit (Ukraine) (29 نوفمبر 2002)[14]
- وسام الراية الحمراء من حزب العمال (1965)[15]
- Honored Master of Sports of the USSR (1964)[16]
- Master of Sport of the USSR (1958)[16]
- وسام الراية الحمراء من حزب العمال.[17]

## روابط خارجية
- ليونيد زابوتنسكي على موقع أوليمبيديا (الإنجليزية)